# Baro Jruek
Baro Jruek is een bestuurslaag in het regentschap Pidie van de provincie Atjeh, Indonesië. Baro Jruek telt 416 inwoners (volkstelling 2010).